# Корахашвили, Автандил Арчилович
Автандил Арчилович Корахашвили (груз. ავთანდილ კორახაშვილი; род. 24 сентября 1949, Тбилиси) — советский и грузинский учёный-растениевод, доктор сельскохозяйственных наук, профессор, академик Академии наук Грузии (2013; член-корреспондент с 2009). 

## Биография
С 1966 по 1971 год обучался в Сельскохозяйственном институте Грузии. С 1979 по 1984 год обучался в аспирантуре и с 1985 по 1994 год в докторантуре этого института.
С 1973 по 1975 год работал в Тбилисской базовой питомнической ферме в должности руководителя отдела. С 1975 по 1979 год в центральном аппарате Министерства молочной и мясной промышленности Грузинской ССР в должности старшего агротехнолога. 
С 1979 года на научно-педагогической работе в Сельскохозяйственном институте Грузии (в последующем — Аграрный университет Грузии) в качестве лаборанта, доцента, профессора и заведующего кафедрой.
Одновременно с 1991 по 2018 год в качестве приглашённого преподавателя, читал курсы лекций в университетах Венгрии, Японии, США и Китая. С 1992 по 1994 год — профессор Американского колледжа при Академии наук Грузии. С 2005 года на педагогической работе в Институте  по связям с общественностью Грузии и с 2011 года в Тбилисском государственном университете в качестве профессора.

### Научно-педагогическая деятельность и вклад в науку
Основная научно-педагогическая деятельность А. А. Корахашвили была связана с вопросами в области сохранение биоразнообразия, био- и агро- нано и инфо-технологии в аграрном секторе создание, выращивание, уход, переработка и утилизация новых агросортов. А. А. Корахашвили занимался исследованиями и преподавал курсы лекций в России, Греции, Израиле, Австралии, Египте, Германии, Сирии, Японии, США и Китае. Он был активных участником двадцати трёх международных научно-промышленных проектах.
В 1984 году защитил кандидатскую диссертацию по теме: «Подбор люцерно-злаковых травосмесей для кормовых севооборотов на засоленных мелиорированных почвах Алазанской долины», в 1994 году защитил докторскую диссертацию на соискание учёной степени доктор сельскохозяйственных наук. В 1995 году ему присвоено учёное звание профессор. В 2009 году был избран член-корреспондентом, в 2013 году — действительным членом НАН Грузии. А. А. Корахашвили было написано более трёхсот научных работ, в том числе шести монографий, восемнадцать учебников и пятнадцать свидетельств на изобретения. Под его руководством было подготовлено около тридцати шести кандидатов и докторов наук.